# 52-я пехотная дивизия (Российская империя)
52-я пехотная дивизия — пехотное соединение в составе Русской императорской армии.

## История дивизии
Пехотная дивизия под номером 52 формировалась дважды.

### Первое формирование
Во время Русско-японской войны, в сентябре 1904 года, 52-я пехотная резервная бригада Одесского военного округа была развёрнута в две пехотные дивизии: 52-ю (первой очереди) и 69-ю (второй очереди). Они должны были заменить 14-ю и 15-ю пехотные дивизии 8-го армейского корпуса, убывающие на Дальний Восток, в действующую армию.
К лету 1906 года вновь сформированная 52-я пехотная дивизия была свёрнута обратно в 52-ю пехотную резервную бригаду, которая затем, в 1910 году, в ходе реорганизации армии, была упразднена и обращена на формирование 48-й пехотной дивизии.

### Второе формирование
Во второй раз 52-я пехотная дивизия была сформирована в 1910 году в Кавказском военном округе. Входила в состав 3-го Кавказского армейского корпуса.

## Боевые действия
В Русско-японской войне 52-я пехотная дивизия (1904 года формирования) участия не принимала, оставаясь в составе войск Одесского военного округа.

### Первая мировая война
52-я пехотная дивизия (1910 года формирования) – участница Люблин-Холмского сражения 9 – 22 июля 1915 г.

## Состав дивизии

### 1904 года формирования
Штаб дивизии: Одесса.
- 1-я бригада
  - 205-й пехотный Измаильский полк (бывший 205-й пехотный резервный Измаильский полк)
  - 206-й пехотный Ларго-Кагульский полк (бывший 206-й пехотный резервный Ларго-Кагульский полк)
- 2-я бригада
  - 207-й пехотный Кишиневский полк (бывший 207-й пехотный резервный Кишиневский полк)
  - 208-й пехотный Очаковский полк (бывший 208-й пехотный резервный Очаковский полк)

### 1910 года формирования
Штаб дивизии: Темир-Хан-Шура.
- 1-я бригада (Баку)
  - 205-й пехотный Шемахинский полк
  - 206-й пехотный Сальянский Е. И. В. Наследника Цесаревича полк
- 2-я бригада (Темир-Хан-Шура)
  - 207-й пехотный Новобаязетский полк
  - 208-й пехотный Лорийский полк
- 52-я артиллерийская бригада (Темир-Хан-Шура)

## Командование дивизии

### Начальники дивизии
- 02.09.1904 — 29.01.1907 — генерал-лейтенант Милорадович, Николай Эммануилович
- 29.05.1910 — 24.10.1910 — генерал-лейтенант Огановский, Пётр Иванович
- 04.11.1910 — 18.10.1911[3] — генерал-майор Снарский, Иван Александрович
- 16.11.1911 — 31.12.1913 — генерал-лейтенант Петеров, Эрнест-Яков Касперович
- 31.12.1913 — 08.05.1915 — генерал-лейтенант Артемьев, Василий Васильевич
- 01.07.1915 — хх.07.1917 — генерал-майор (с 16.01.1916 генерал-лейтенант) Иванов, Николай Максимович

### Начальники штаба дивизии
- 03.09.1904-06.11.1904 — полковник Бабиков, Николай Александрович
- 22.11.1904-06.12.1906 — подполковник Лавдовский, Владимир Александрович
- 29.05.1910 — 25.01.1912 — полковник Конге, Дмитрий Эдуардович
- 04.02.1912 — 31.03.1914 — полковник Термен, Ричард Иосифович
- 24.04.1914-1915 — и. д. полковник барон де Монфор, Евгений Орестович
- 11.07.1915-16.07.1916 — подполковник (с 06.12.1915 полковник) Гегстрем, Евгений-Александр Элисович
- 16.07.1916-18.09.1916 — полковник Алексеев, Николай Николаевич
- ?-14.10.1916 — полковник Романовский, Иван Павлович
- ?-27.12.1916 — генерал-майор Михеев, Сергей Петрович
- 15.01.1917 — 09.08.1917 — полковник (c 02.04.1917 генерал-майор) Дроздовский, Лев Антонович
- 14.08.1917 — хх.хх.хххх — и. д. подполковник Дмитриев, Григорий Николаевич

### Командиры 1-й бригады
- 16.06.1910 — 18.11.1911 — генерал-майор Геник, Иван Адамович
- 18.11.1911 — 30.11.1913 — генерал-майор Добронравов, Сергей Алексеевич
- 18.12.1914 — 21.10.1914 — генерал-майор Скляревский, Василий Епифанович
- с 10.07.1916 — генерал-майор Вовк, Иван Семёнович

### Командиры 2-й бригады
- 07.09.1910 — 25.12.1913 — генерал-майор Блешинский, Антон Станиславович
- 31.12.1913 — 03.07.1916 — генерал-майор Кванчхадзе, Василий Алексеевич

### Командиры 52-й артиллерийской бригады
- 25.07.1910 — 15.10.1910 — генерал-майор Макарашвили, Илья Сакварелович
- 12.11.1910 — 20.06.1915 — генерал-майор Кардиналовский, Михаил Григорьевич
- 25.07.1915 — 10.07.1917 — полковник (с 23.11.1915 генерал-майор) Талышханов, Мир Асад-бек